# Dipyxis
Dipyxis is een geslacht van roesten uit de familie Uropyxidaceae. De wetenschappelijke naam van het geslacht werd voor het eerst in 1967 geldig gepubliceerd door Cummins & J.W. Baxter. De typesoort is Dipyxis mexicana.

## Soorten
Volgens Index Fungorum bevat het geslacht twee soorten (peildatum oktober 2020):
| Soortnaam        | Auteur(s)                      | Publicatiejaar |
| ---------------- | ------------------------------ | -------------- |
| Dipyxis mexicana | Cummins & J.W. Baxter          | 1967           |
| Dipyxis viegasii | (Jørst.) Cummins & J.W. Baxter | 1967           |